# Myrcia freireana
Myrcia freireana är en myrtenväxtart som beskrevs av Joáo Rodrigues de Mattos. Myrcia freireana ingår i släktet Myrcia och familjen myrtenväxter. Inga underarter finns listade i Catalogue of Life.